# Time-Van Hemert
Time-Van Hemert ist ein niederländisches Radsportteam.
Die Mannschaft wurde 2002 unter dem Namen Van Hemert Groep gegründet. 2004 kam dann der Co-Sponsor Eurogifts dazu, unter dessen Namen die Mannschaft im Jahr 2005 alleine lief. 2006 fuhren sie unter dem Namen ProComm-Van Hemert und seit 2007 als Time-Van Hemert. Das Team besaß von 2005 bis 2007 eine UCI-Lizenz als Continental Team und nahm hauptsächlich an Rennen der UCI Europe Tour teil. Der Sponsor Van Hemert ist ein niederländisches Bauunternehmen. Sportliche Leiter waren Arthur van Dongen, Wim Schüller, Jeroen Blijlevens und Martin Siemerink. Das Team wurde mit Fahrrädern der Marke Van Tuyl ausgestattet.

## Saison 2007

### Erfolge
| Datum     | Rennen                     | Fahrer       |
| --------- | -------------------------- | ------------ |
| 22. April | Rund um Düren              | Marcel Beima |
| 27. April | 2. Etappe Tour de Bretagne | Jos Pronk    |
| 15. Mai   | 3. Etappe Olympia’s Tour   | Jos Pronk    |
| 19. Mai   | 8. Etappe Olympia’s Tour   | Roy Curvers  |

### Zugänge – Abgänge
| Zugänge          | Team 2006        | Abgänge            | Team 2007               |
| ---------------- | ---------------- | ------------------ | ----------------------- |
| Sierk de Haan    | B&E Cycling Team | Alain van Katwijk  | Van Vliet-EBH Advocaten |
| Maarten de Jonge | Ex-Profi         | Gideon de Jong     | Fondas-P3Transfer       |
| Sjoerd Botter    | Neoprofi         | Tim van der Zanden | Ubbink-Syntec           |
| Daan Rijntjes    | Neoprofi         | Maarten Nijland    | Elite 2                 |
| Fredrik Ericsson |                  | Ruud Aerts         | Unbekannt               |
|                  |                  | Julien Smink       | Unbekannt               |

### Mannschaft
| Name                 | Geburtstag         | Nationalität | Team 2008                  |
| -------------------- | ------------------ | ------------ | -------------------------- |
| Juha-Matti Alaluusua | 14. Februar 1985   | Finnland     |                            |
| Marcel Beima         | 25. Oktober 1983   | Niederlande  | Rabobank Continental       |
| Jeroen Boelen        | 27. Januar 1978    | Niederlande  | Van Hemert Groep           |
| Sjoerd Botter        | 26. September 1984 | Niederlande  | Krolstone Continental Team |
| Roy Curvers          | 27. Dezember 1979  | Niederlande  | Skil-Shimano               |
| Fredrik Ericsson     | 18. September 1978 | Schweden     | Cykelcity.se               |
| Sierk de Haan        | 20. Juni 1981      | Niederlande  |                            |
| Bjorn Hoeben         | 28. März 1980      | Niederlande  | Van Hemert Groep           |
| Maarten de Jonge     | 9. März 1985       | Niederlande  | Wielergroep Beveren 2000   |
| Jans Koerts          | 24. August 1969    | Niederlande  |                            |
| Yvo Kusters          | 9. Juni 1986       | Niederlande  | Cyclingteam Jo Piels       |
| Jos Pronk            | 13. Januar 1983    | Niederlande  | Krolstone Continental Team |
| Daan Rijntjes        | 6. Oktober 1986    | Niederlande  |                            |
| Martin Vestby        | 25. Februar 1977   | Norwegen     |                            |

## Platzierungen in UCI-Ranglisten
UCI Africa Tour
| Saison | Mannschaftswertung | Fahrerwertung |
| ------ | ------------------ | ------------- |
| 2007   | 15.                |               |